# Parasponia rugosa
Parasponia rugosa är en hampväxtart som beskrevs av Carl Ludwig von Blume. Parasponia rugosa ingår i släktet Parasponia och familjen hampväxter. Inga underarter finns listade i Catalogue of Life.